# Вальденегро, Эусебио
Эусебио Вальденегро-и-Леаль (исп. Eusebio Valdenegro y Leal; 1783, Монтевидео, Вице-королевство Рио-де-ла-Плата — 1818, Балтимор, США) — аргентинский военный и поэт, участвовавший в войне за независимость и в гражданских войнах в Аргентине.

## Биография
Родился в 1783 году в Монтевидео, Восточная полоса. Он был известным владельцем ранчо, который в начале 1811 года вступил в армию независимости Восточной полосы по приказу Хосе Артигаса. Он сражался в битвах при Лас-Пьедрас и Серрито, а также участвовал в осаде Монтевидео (1811).
Он сопровождал Хосе Артигаса в его восточном исходе, но позже, соблазнившись предложениями Мануэля де Сарратеа, присоединился к армии Хосе Рондо.
В конце 1812 года он был назначен вице-губернатором провинции Корриентес, пока в конце того же года его не сменил Элиас Гальван. К моменту его выхода на пенсию федерализм в этой провинции достиг больших успехов.
Его направили на войну против федералистов в провинцию Энтре-Риос, уже имея звание подполковника. В ноябре 1814 года он был вновь назначен губернатором Корриентеса, поручив ему помочь местному лидеру Хенаро Перугоррии защитить себя от лидеров Артигаса. Но Перугоррия не получила военных сил и была быстро разгромлена, поэтому Вальденегро так и не достиг Корриентеса.
В 1814 году он стал свидетелем падения Монтевидео под натиском патриотов и сражался против федералистов Артигаса в Восточной полосе. Несмотря на одержанные победы при «Ринконе» и «Пос-Посе», численное превосходство противника заставило его отступить к Энтре-Риос, где он разбил Бласа Басуальдо. Позднее он возглавил одну из четырех колонн, отправленных одновременно для контроля над окрестностями реки Уругвай, и вернулся в Восточную полосу. Поскольку артигисты продолжали наступать, полковник Мануэль Доррего обратился к губернатору Энтре-Риос Хуану Хосе Вьямонте с просьбой направить Эусебио Вальденегро и его войска им на помощь. Однако Виамонте отказался, поскольку федеральные силы также наступали в Энтре-Риос. Вскоре после этого Доррего потерпел поражение в битве при Гуаябосе, что привело к полной эвакуации Восточной полосы и Энтре-Риос войсками Директории. 16 января 1815 года Эусебио Вальденегро ненадолго сменил Хуана Вьямонте на посту губернатора Энтре-Риоса.
Верховный директор Карлос Мария де Альвеар назначил его командующим войсками города Буэнос-Айрес. Когда вспыхнул мятеж в Фонтесуэласе, он присоединился к генералу Мигелю Солеру, добившись отставки Карлоса Марии де Альвеара. Он также участвовал в войне против федералистов провинции Санта-Фе в 1816 году.
Вернувшись в Буэнос-Айрес, он присоединился к «народной партии» во главе с Солером, Доррего и Агрело. Они потребовали от Хуана Мартина де Пуэйрредона принять меры против португальского вторжения в Вочточную полосу как лично, так и посредством публикаций в прессе. Несмотря на депортацию Доррего, они продолжали требовать действий и призывать к формированию автономного провинциального правительства провинции Буэнос-Айрес.
В середине 1817 года были сосланы также Вальденегро, Мануэль Морено, Педро Хосе Агрело, Фелисиано Чиклана, Доминго Френч и Мануэль Пагола. После трудного путешествия им удалось добраться до США, где они присоединились к Доррего в Балтиморе.
Эусебио Вальденегро умер в Балтиморе в 1818 году.

## Поэтическое творчество
Помимо того, что он был солдатом, Вальденегро стал известен как популярный поэт и предшественник поэзии гаучо: в своих композициях он обращался к лагерной жизни, свободе и эмансипации. Современник Бартоломе Идальго, его стиль способствовал формированию литературы гаучо, которая достигла своего пика расцвета десятилетия спустя, под руководством Хосе Эрнандеса и Эстанислао дель Кампо.